# Wally Dallenbach Jr.
Wally Dallenbach, Jr., né le 23 mai 1963 à Basalt (Colorado), est un pilote automobile américain de voitures Grand Tourisme résidant à New Brunswick (New Jersey).

## Biographie
Sa carrière au volant débute en 1983 sur une Toyota Celica.
Étant lui-même fils de pilote (Wally Dallenbach, Sr. (en), personnellement coureur dans 180 courses d'IndyCar entre 1965 et 1979 et 6 fois victorieux), ses principaux succès sont remportés en Trans-Am Series et en Championnat IMSA GT.

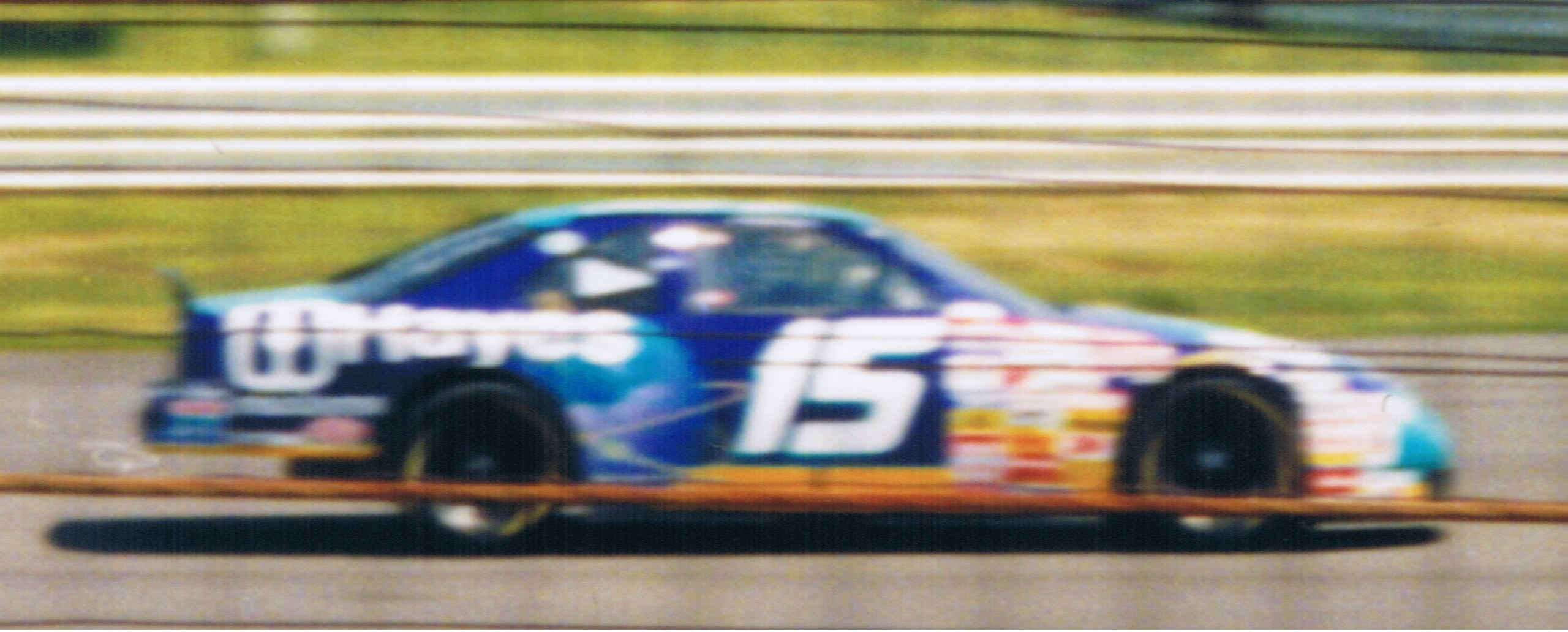
Dallenbach en 1996 au Pocono Raceway en Winston Cup.

Il dispute les 24 Heures du Mans 1985 sur une Ford Mustang, sans succès, et il effectue 226 courses en NASCAR Cup Series entre 1991 et 2001 en obtenant 23 "Top 10" (puis 16 autres en Xfinity Series entre 2002 et 2005, pour 3 "Top 10").
Il participe encore à 14 épreuves lors des 24 Heures de Daytona de 1983 à 2007 (deuxième en 1993 sur Ford Mustang, alors associé à Tommy Kendall, quadruple vainqueur Trans-Am, Gordon et Buhl pour l'écurie Roush Racing, après avoir été quatrième en 1991), ainsi qu'à 6 autres aux 12 Heures de Sebring (classé cinq fois dans les dix premiers).
En 1987, il termine quatrième de l'IROC XI, en tant que représentant Trans-Am.
À compter de 2001, il devient commentateur de courses NASCAR pour NBC et TNT.
En 2006, il remporte la catégorie "Open Wheel" au Pikes Peak International Hill Climb, son frère Paul se classant pour une fois deuxième dans cette épreuve.

## Palmarès

### Titres
- Premier double vainqueur Trans-Am Catégorie 1, en 1985 sur Mercury Capri et 1986 sur Merkur XR4Ti;
  - Vice-champion IMSA GT, en 1988 (sur Chevrolet Corvette) et 1989 (sur Mercury Cougar XR-7);
  - 3e du championnat IMSA GT 1985, sur Ford Mustang (5 victoires GTO);

### Victoires notables
- Championnat Trans-Am :
  - 1985 : Portland, Watkins Glen, Mosport et Saint-Louis;
  - 1986 : Sears Point courses 1 et 2, Portland et Detroit;
- Championnat IMSA GT (absolues) :
  - 1985 : Mid-Okio;
  - 1988 : Lime Rock (total de 2 en GTO);
  - 1989 : San Antonio et Del Mar (total de 3 en GTO).